# Bernard du Plessis-Besançon
Bernard Du Plessis-Besançon (París, 1600 - Auxonne, Borgonya, 1670) va ser un diplomàtic i militar francès, al servei del rei Lluís XIII de França. Enviat pel Cardenal Richelieu a negociar el suport de la Monarquia francesa als catalans revoltats en les envistes de la Guerra dels Segadors, s'entrevistà a Ceret amb els representants catalans, amb els quals acordà el suport militar de França contra les tropes castellanes a canvi de la submissió al rei de França Lluís XIII (pacte de Ceret).